# Garantie- und Kreditbank für den Osten
Die Garantie- und Kreditbank für den Osten AG (Garkrebo) war zur Zeit der Weimarer Republik eine in Berlin ansässige und auf Geschäfte mit der Sowjetunion spezialisierte Bank.

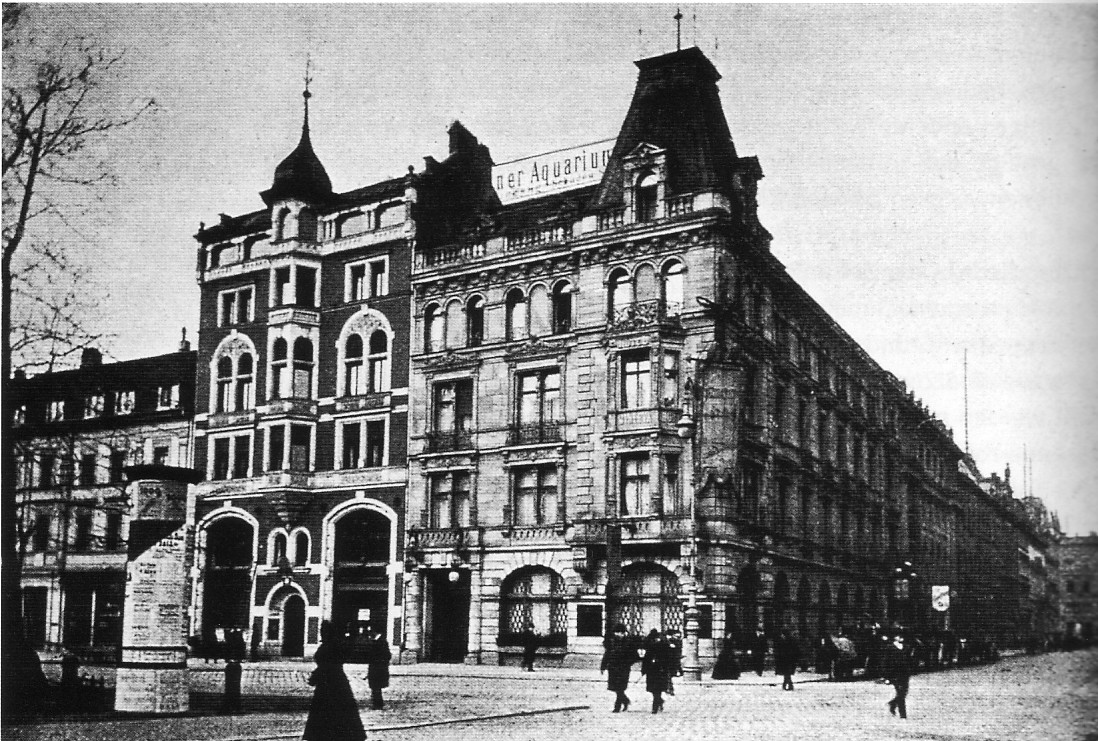
Unter den Linden 68a war die Adresse in Berlin (Foto des Gebäudes während einer vorangegangenen Nutzung)

Ihr Gründer, der schwedische Bankier Olof Aschberg, hatte 1920 in Berlin ein auch zur Abwicklung russischer Finanzgeschäfte dienendes Handelskontor eingerichtet, das nach der 1922 erfolgten Gründung der Russischen Handelsbank – Aschberg war dort Vorsitzender des Vorstandes – in die Garantie- und Kreditbank für den Osten umgewandelt wurde. Sie wurde mit einem Kapital von 100 Millionen Mark unter Beteiligung der Russischen Staatsbank errichtet und repräsentierte in Deutschland die Russische Handelsbank.
Die Geschäfte der deutschen Exportindustrie gestalteten sich Anfang der 1920er-Jahre noch so, dass die Sowjetunion die Waren bar bezahlte, bald jedoch wurden langfristige Zahlungsziele üblich. Entsprechend räumte die Deutsche Bank gemeinsam mit der Reichs-Kredit-Gesellschaft nach Abschluss des Handelsabkommens von 1925 der Sowjetunion einen Kreditrahmen von 75 Millionen Reichsmark ein. Deutsche Exporteure konnten damit drei Viertel ihres Verkaufspreises sofort hereinholen – für die Beschaffung der restlichen 25 Prozent mussten sie anderweitig sorgen –, derart, dass 50 Prozent von den Banken gegen Vorlage der Lieferscheine oder Verträge mit der russischen Handelsvertretung ausgezahlt wurden, während 25 Prozent des Wertes gegen Deponierung von Wechseln an die Garkrebo gingen. Neben dem praktischen Nutzen hatte für die Sowjetunion das Abkommen den prinzipiellen Wert, dass erstmals die gegen die UdSSR verhängte Kreditblockade durchbrochen wurde.
Nur widerwillig nahm man allerdings einen der ersten von Moskau präsentierten Aufträge an, Willi Münzenbergs Aufbau, Industrie & Handels AG dadurch zu Liquidität zu verhelfen, dass bei der Ausgabe einer internationalen Arbeiteranleihe die Garantie- und Kreditbank als Vertreterin der russischen Staatsbank deren Beleihung bis zu 80 Prozent übernehmen würde. Die mit auf einen propagandistischen Effekt abzielende Anleihe bot der sozialdemokratischen Presse dahingehend eine Angriffsfläche, dass vor einem vermeintlich sicheren Ausbleiben einer späteren Einlösung der Anleihestücke gewarnt werden konnte. Möglicherweise diente die Arbeiteranleihe als Mittel zur Kaschierung der Herkunft von Geldern, die man zur Bezahlung von im Ausland gekauften Maschinen brauchte: Was nach einer Unterstützung der Sowjetunion durch das internationale Proletariat aussah, waren zweckentfremdete Spenden oder kam aus der Enteignung wohlhabender Russen.
Entgegen den pessimistischen Erwartungen kam es aber doch zur Einlösung der Anleihestücke einschließlich Zinsen, als zum Jahreswechsel 1932/33 bei der Bank ein Abwicklungsbüro unterhalten wurde, das dank Exterritorialität noch nach Hitlers Machtergreifung arbeiten konnte. Der deutsche Überfall auf die Sowjetunion zog am 22./23. Juni 1941 die Verhaftung der Geschäftsleitung nach sich und die Zwangsverwaltung durch den Reichskommissar für feindliches Vermögen, ohne dass fortan noch Geschäfte getätigt wurden.
Wieder in Betrieb genommen wurde sie am 27. Mai 1945 und von Marschall Wassili Sokolowski, Chef der SMAD, mit dem neuen Namen Garantie und Kreditbank AG als rein sowjetisches Unternehmen genehmigt. Vom eigenen Selbstverständnis her Dienstleister für die SMAD auf deutschem Boden, war sie der Form nach eine Niederlassung der sowjetischen Staatsbank, nach hiesigem Recht privatrechtlich betrieben, mit der Mächtigkeit, sich von 1946 bis 1949 in der SBZ zum Mittelpunkt des Bank- und Finanzwesens zu entwickeln. 1949 war mit 38 Milliarden Mark das Jahr des maximalen Umsatzes, um nach Übertragung ihrer Aufgaben an die Deutsche Notenbank 1956 abgewickelt zu werden.